# هب اندروز
هب اندروز (بالإنجليزية: Hub Andrews)‏ هو لاعب كرة قاعدة أمريكي، ولد في 31 أغسطس 1922 في بوربانك في الولايات المتحدة، وتوفي في 11 مارس 2012 في دودج سيتي في الولايات المتحدة.

## وصلات خارجية
- هب اندروز على موقعبيزبول رفرنس.كوم (الدوري الرئيسي) (الإنجليزية)
- هب اندروز على موقعبيزبول رفرنس.كوم (الدوري الثانوي) (الإنجليزية)